# Мортенссон, Ингела
Ингела Биргитта Мортенссон (швед. Ingela Birgitta Mårtensson; род. 18 августа 1939, Ström parish, Емтланд) — шведская общественная деятельница, бывшая депутатом шведского парламента.
Ингела Мортенссон была членом шведского парламента по избирательному округу муниципалитета Гётеборга в 1985—1994 годах, где участвовала в работе нескольких комитетов, в том числе социального, комитетов по финансам и по конституционному законодательству.
На европейских парламентских выборах 1995 года она была одним из кандидатов от не прошедшей в итоге в парламент партии критиков идеи Европейского Союза.
Также Мортенссон участвовала в работе шведского движения противников ЕС.
Ингела Мортенссон является одним из руководителей шведской организации «Женщины за мир».